# 博斯坦乡 (木垒县)
博斯坦乡，是中华人民共和国新疆维吾尔自治区昌吉回族自治州木垒哈萨克自治县下辖的一个乡镇级行政单位。

## 行政区划
博斯坦乡下辖以下地区：
博斯坦村、合然托别克村、阿克卓勒村、三个泉子村和依尔哈巴克村。